# Teresio Gassino
Teresio Gassino (Arè, 17 novembre 1924 – San Gimignano, 1998) è stato un progettista meccanico italiano di macchine da calcolo meccaniche.
Fu assunto nel 1939 come operaio apprendista alla Olivetti presso il Centro Formazione Meccanici, dove conseguì nel 1942 il diploma di disegnatore tecnico. Nel 1945 fu il coordinatore tecnico del primo progetto di macchine da calcolo Olivetti diretto da Natale Capellaro, la classe di calcolatrici elettromeccaniche scriventi MC 14 (comprendente Elettrosumma 14, Multisumma 14 e Divisumma 14).
Fu il collaboratore principale di Natale Capellaro in tutti i successivi progetti di macchine da calcolo Olivetti, tra i quali la classe MC 21, la classe MC 24 (comprendente i modelli Divisumma 24 e Tetractys) e le macchine contabili Audit. Nel 1964 subentrò a Capellaro nell'incarico all'interno dell'azienda di Direttore dell'Ufficio progetti macchine da calcolo e apparecchiature scriventi.
Diresse il progetto della Logos 27, presentata nel 1965, ultima sfida del calcolo meccanico Olivetti alla nascente tecnologia elettronica.